# Gilles de Sorcy
Gilles de Sorcy est le cinquante-et-unième évêque de Toul, de 1255 à 1271.

## Biographie
Gilles de Sorcy est un neveu de Eudes II de Sorcy qui avait été évêque trois décennies plus tôt. Gilles rejoint l'Église de Toul et devient par la suite doyen des chanoines.
La fin de l'épiscopat de Roger de Mercy, son prédécesseur, avait été troublé par la révolte des bourgeois de Toul qui souhaitent instaurer une commune. Avec l'aide des duc de Lorraine, comte de Bar et comte de Luxembourg, Roger de Mercy les avait vaincus, mais sa mort suivie d'une vacance épiscopale avaient permis aux bourgeois de relever la tête et de proclamer une république touloise.
C'est dans ce contexte que les chanoines, ennemis de la bourgeoisie, élisent Gilles de Sorcy dont ils connaissent la fermeté de caractère. Dans un premier temps, il réussit à renverser le gouvernement de la bourgeoisie et à rétablir celui de l'Église et à bannir les bourgeois qui avaient mené la révolte de la province ecclésiastique de Trêves.
Mais Gilles de Sorcy doit se rendre auprès de l'empereur Guillaume Ier pour recevoir l'investiture temporelle de son évêché. Malgré ses précautions, il avait en effet demandé à Ferry III, duc de Lorraine, de protéger ses intérêts, mais ce dernier s'était laissé acheter par les bourgeois et avait permis la restauration de la Commune. À son retour, Gilles de Sorcy parvint de nouveau à renverser le gouvernement bourgeois. 
Cependant, craignant d'être par la suite vaincu dans cette lutte incessante, il jugea plus prudent de faire des concessions et instaura une municipalité composé d'un maître échevin, nommé par l'évêque, et de dix justiciers, élus par les bourgeois. Il fit également construire une maison fortifiée dans Toul, où il pouvait se retrancher en cas de révoltes. Mécontents les bourgeois se révoltèrent et, aidés par des troupes messines, attaquèrent et pillèrent le palais épiscopal, obligeant Gilles de Sorcy à se réfugier à Nancy. Ferry III et Thiébaut II, comte de Bar, lui prêtèrent main-forte, assiégèrent la ville et obligèrent les bourgeois à se soumettre de nouveau.
Aigri, Gilles de Sorcy décida de faire preuve de la plus grande fermeté et somma la ville de payer une redevance oubliée depuis longtemps, ainsi que les arriérés. Les hostilités étaient de nouveau prêtes à éclater, quand Thiébaut II, comte de Bar, l'évêque de Metz et Philippe de Florange, grand prévôt de Saint-Dié se proposèrent comme arbitres entre les bourgeois et l'évêque et négocièrent une paix. En 1261, Eudes de Lorraine, comte de Toul, vend le comté de Toul à Ferry III et Gilles de Sorcy le lui rachète pour le rattacher au diocèse.
Il fonda la chapelle de la Blanche Vierge dans la cathédrale de Toul et mourut en septembre 1271.